# Las amistades particulares
Las amistades particulares (en francés: Les amitiés particulières) es una novela escrita por Roger Peyrefitte en 1943 que ganó el premio Renaudot de 1944 (adjudicado en 1945 a causa de la guerra), siendo probablemente su obra más conocida. En gran medida autobiográfica, trata de la relación amorosa entre dos muchachos en un internado católico que es destruida por la intervención de un sacerdote que quiere «protegerlos» de la homosexualidad. La obra ha sido elogiada por su estilo elegante y la sutileza con la que trata el tema.

## Argumento
La trama se centra en Georges de Sarre, un chico de 14 años al que mandan a estudiar a un internado católico en la Francia de los años 1920. Como alumno nuevo empieza a conocer a los demás chicos internos e inmediatamente se interesa por Lucien Rouvière, a pesar de ser advertido en contra por el antipático Marc de Blajan, que crípticamente le dice que algunos estudiantes «parecen buenos, pero en realidad no lo son». Georges queda decepcionado al enterarse de que Lucien ya tiene un novio, André Ferron. Georges se hace amigo de Lucien, pero lleno de celos intenta destruir su relación con André, finalmente lo consigue haciendo que expulsen a este último con una treta maquiavélica.
A pesar de todo sus intentos de ir más allá con Lucien resultan infructuosos. Entonces Georges empieza una amistad especial, con tintes homosexuales, con otro, un hermoso alumno de doce años, Alexandre Motier. Los curas que llevan la escuela desaprueban esta clase de amistades aunque los contactos entre ellos no va más allá del intercambio de poemas de amor, sin más contacto sexual que unos pocos besos. 
A pesar de condenar y castigar estas relaciones especiales entre los chicos, algunos de los sacerdotes se sienten atraídos sexualmente por ellos. Al padre de Trennes le gustaba llevar chicos a su habitación por la noche y les invitaba a beber y fumar. Georges consigue que lo expulsen acusándolo con una carta anónima. En cambio cuando el padre Lauzon, que es amigo de la familia de Alexandre, se entera de su relación ordena que se termine de inmediato pensando que así protege a Alexandre. Lauzon habla con Georges y le obliga a que devuelva sus cartas a Alexander, que en aquellos tiempos significaba que la relación se había terminado. Alexander no sabe que Georges ha sido forzado a hacerlo y que sus sentimientos hacia él no han cambiado y desolado se suicida.

## Relación con la biografía de Peyrefitte y obras relacionadas
Se cree que el argumento es en gran medida autobiográfico, siendo Sarre el alter ego de Peyrefitte en los libros. Como en el libro Peyrefitte tuvo una relación con un alumno más joven en un internado católico, y como en el libro su amado terminó suicidándose.
El lector puede seguir la vida posterior de George de Sarre como diplomático en Grecia en las obras de Peyrefitte Les Ambassades (Las embajadas) y La Fin des ambassades (El fin de las embajadas), donde vuelve encontrarse con el padre de Trennes. De nuevo en paralelo con la vida como diplomático de Peyrefitte en los años 1930 y 1940.
Peyrefitte fue amigo de Henry de Montherlant, que sus últimos años escribió (Les garçons, 1969, Los chicos) que trata una relación similar.